# Патч-Гроув (містечко, Вісконсин)
Патч-Гроув (англ. Patch Grove) — місто (англ. town) в США, в окрузі Грант штату Вісконсин. Населення — 364 особи (2020).

## Демографія
Згідно з переписом 2010 року, у місті мешкало 339 осіб у 127 домогосподарствах у складі 103 родин. Було 150 помешкань
Расовий склад населення:
| - 99,1 % — білих - 0,3 % — азіатів |

До двох чи більше рас належало 0,6 %. Частка іспаномовних становила 0,0 % від усіх жителів.
За віковим діапазоном населення розподілялося таким чином: 25,1 % — особи молодші 18 років, 65,8 % — особи у віці 18—64 років, 9,1 % — особи у віці 65 років та старші. Медіана віку мешканця становила 43,8 року. На 100 осіб жіночої статі у місті припадало 106,7 чоловіків;  на 100 жінок у віці від 18 років та старших — 113,4 чоловіків також старших 18 років.
Середній дохід на одне домашнє господарство  становив 67 490 доларів США (медіана — 49 750), а середній дохід на одну сім'ю — 73 266 доларів (медіана — 59 583). Медіана доходів становила 34 250 доларів для чоловіків та 30 000 доларів для жінок. За межею бідності перебувало 16,9 % осіб, у тому числі 34,0 % дітей у віці до 18 років та 0,0 % осіб у віці 65 років та старших.
Цивільне працевлаштоване населення становило 194 особи. Основні галузі зайнятості: сільське господарство, лісництво, риболовля — 35,1 %, освіта, охорона здоров'я та соціальна допомога — 21,1 %, виробництво — 10,3 %, роздрібна торгівля — 6,2 %.